# Кладера де Браво, Эльса
Мария Росаура Эльза Кладера Энсинас де Браво (исп. María Rosaura Elsa Cladera Encinas de Bravo; 1922—2005) — боливийская профсоюзная деятельница и педагог, лидер учительской организации в Боливии, делегат «Народной Ассамблеи» 1971 года, вела работу по эмансипации женщин.

## Биография

### Ранние годы
Оба родителя Эльсы Кладеры Энсинас принадлежали к известным семьям в Оруро. Её отец, Карлос Кладера Селада, был юристом, мэром Оруро и членом Верховного суда. Он был среди первых выступавших за национализацию имущества компании Standard Oil. Дед Эльсы, Фроилан Кладера Кабанеро, был основателем юридического факультета Технического университета Оруро и первым его проректором. В молодости Эльса работала помощницей своего отца в трибунале. Мать Эльсы, Флоринда Энсинас Сан-Мартин, происходила из богатой семьи из Оруро. И её мать, и её двоюродная бабушка Доротея Энсинас занимались помощью нуждающимся.
Условия труда и жизни шахтёров Оруро в 1942—1952 годах стали ещё одним фактором повышения политического и социального сознания Эльзы. В это время Эльза наблюдала за демонстрациями горняков, которые спускались с шахт вокруг Оруро и требовали социальной справедливости . Эльса вместе с другими молодыми людьми посещала левые кружки, где они обсуждали рабочее движение и политические изменения. Тогда она смогла полностью оценить характер требований горняков.
Ещё одним фактором, укрепившим её политическое сознание, была встреча с Фернандо Браво Джеймсом — революционером-троцкистом, преподавателем в Техническом университете Оруро и Высшем университете Сан-Андреса. Впервые Эльза увидела Фернандо, когда он возглавлял демонстрацию протеста против резни шахтёров в Катави 1942 года. Это была любовь с первого взгляда, они поженились в 1943 году, а позже у них родилось три дочери.

### Участие женщин
Эльза подтвердила, что эффективное участие женщин в национальном и международном развитии станет возможным только через социальную борьбу и что без такого участия со стороны женщин в действительности будет невозможно достичь подлинной национальной независимости.
Она принадлежала к двум женским организациям: «Альянс освобождения американских женщин» (Alianza de Liberación de la Mujer Americana, ALMA) и «Союз женщин Боливии» (Unión de Mujeres de Bolivia, UMBO). Она вошла в руководство ALMA в 1960 году. Соучредительница UMBO, она также была её делегатом на Всемирной женской конференции (Seminario Mundial de la Mujer), которая проводилась в Чили в 1972 году.
Политика ALMA включала пропаганду эмансипации женщин и равных политических прав, защиту всеобщего избирательного права и требование равной оплаты за равный труд.
UMBO — национальная организация антиимпериалистического и антифеодального характера, выступавшая за участие в борьбе за освобождение народов, за их право на самоопределение, против иностранного вмешательства во внутренние дела, за уважение прав человека, за продвижение прав и возможностей для женщин, равных с мужчинами в управлении и государственных делах.

### Профсоюзная деятельница
Свидетельством солидарности Эльзы с рабочим классом явилась её энергичная работа по упрочнению отношений между профсоюзом педагогов и центральными зонтичными организациями профсоюзов всех трудящихся страны: Боливийским рабочим центром (COB) и его аналогом на уровне департамента Ла-Пас (COD), что имело огромное значение для Боливии. Её уважали как профсоюзного лидера, предлагавшую радикальные меры по улучшению экономических условий для учителей и достижению подлинно рабочей власти, особенно при левом военном режме президента Хуана Хосе Торреса (1970—1971). При нём в 1971 году она, признанная профсоюзными работниками как боевая профсоюзница, была избрана делегатом COD в «Народной Ассамблее» (Asamblea del Pueblo). Она была одной из лишь пяти женщин среди 211 делегатов.
Ниже приведены некоторые из должностей, которые она занимала в качестве профсоюзного лидера:
- В июле 1964 года она была назначена секретарем профсоюза Федерации городских учителей Ла-Паса[34].
- В ноябре того же года она была назначена исполнительным секретарём Федерации городских учителей Боливии[35].
- В 1967 году она была секретарём по связям COD. В этот период её работа заключалась в реорганизации профсоюзов, которые были объявлены вне закона при диктатуре Рене Баррьентоса (1964—1969)[36].
- В 1969 году она была делегатом COB на семинаре латиноамериканских профсоюзных активистов в Сантьяго-де-Чили, организованном Единым профсоюзным центром трудящихся Чили (CUT) и Университетом Чили. Она была единственной женщиной среди всех делегатов из Аргентины, Бразилии, Колумбии, Чили, Эквадора, Перу, Венесуэлы и Коста-Рики[37]
- В 1970 году она была делегатом COB на первом Педагогическом конгрессе учителей в Боливии.

В 1979 году она стала одной из «Заслуженных учителей» (Maestros meritorios) Боливии.

### Изгнание
После военного переворота Бансера в Боливии (1971) Эльса была вынуждена покинуть страну, бежав сперва в Чили, а затем в Швейцарию после военного переворота Пиночета против президента Сальвадора Альенде (1973). В течение длительного периода она была вынуждена жить за пределами Боливии.
В 1975 году её пригласили в Турин (Италия) для участия в конференции во время недели солидарности с членами боливийского сопротивления. Во время своих визитов в Стокгольм в Швеции (1973—1993) она регулярно встречалась с беженцами из Боливии. Она основала филиалы организации UMBO в Гетеборге и Уппсале. Во время национальной женской забастовки в Швейцарии в 1991 году её пригласили выступить на этом мероприятии. В этот день в её честь была названа улица во Фрибурге — «Elsa Cladera de Bravo Strasse».